# Jacob Beutel
Jacob Beutel (* 2. März 1624 in Niedergrund; † 15. Mai 1694 in Dresden) war von 1654 bis 1694 Kreuzkantor in Dresden.

## Leben
Über Beutels frühe Jahre und seine Ausbildung ist nichts bekannt. Als er sich 1654 um die Nachfolge von Michael Lohr als Kreuzkantor in Dresden bewarb, war er Kantor in Luckau. Bei seiner Bewerbung gelang es ihm, sich gegen Konkurrenten wie Johann Rosenmüller und Christoph Schultz (von dem 1653 eine Lukaspassion in Leipzig erschienen war), sowie einen Protegé des künftigen Kurfürsten Johann Georg durchzusetzen.
Auf Beutel gehen die Einrichtung von zwei sogenannten „Ratsdiskantisten“-Stellen ebenso zurück wie ein Ausbau des Chorraumes in der Kreuzkirche und zahlreiche Maßnahmen zur Verbesserung der Ausbildung des Kreuzchores.
Nachdem er bereits Ende 1692 einen „gefährlichen Zufall“ erlitten hatte, bat er im Januar seines Todesjahres 1694 um seine Pensionierung. Seine Nachfolge trat Basilius Petritz an.
Beutels bekanntester Schüler war der Komponist, Schriftsteller und spätere Thomaskantor Johann Kuhnau.